# Charly García
Pour les articles homonymes, voir García.
Carlos Alberto García Moreno, plus connu sous le nom de Charly García, né le 23 octobre 1951 à Buenos Aires, est un chanteur, compositeur et musicien rock argentin. Son œuvre innovante est considérée comme l'une des principales références de la musique argentine.
Membre-fondateur des groupes Sui Generis, PorSuiGieco, La Máquina de Hacer Pájaros et Serú Girán, il possède également une carrière en solo.

## Biographie
Charly commence la musique alors qu’il est un enfant. À l’âge de quatre ans, ses parents lui offrent un petit piano. Il suit des cours de piano dans un conservatoire de musique, où il obtient son diplôme de concertiste de musique classique à l’âge de douze ans.
Quelques années plus tard, l’arrivée des Beatles sur la scène mondiale constitue une influence décisive dans sa vocation. Il abandonne la musique classique et prend le chemin du rock.
Son premier groupe s’appelle To Walk Spanish. Ils interprètent des chansons des Beatles et des Rolling Stones. Dans le lycée où il suit ses études, il fait la connaissance de Nito Mestre, un étudiant qui a lui aussi son propre groupe. Ensemble, ils forment en 1969, l’un des groupes les plus populaires d’Argentine, Sui Generis.
Il contribue également à l'émergence du groupe Suéter, dont le chanteur est Miguel Zavaleta.

### Sui Generis (1969-1975)
Pendant ses études à l'école secondaire, il rencontre Carlos Alberto « Nito » Mestre, avec qui il forme Sui Generis. Ses compositions rappellent un style de folk américain. En 1972, Sui Generis publie son premier LP, Vida (Vie), qui devient rapidement populaire auprès des adolescents argentins. Confesiones de invierno (Confessions d'hiver), leur deuxième LP, sort en 1973. Cet album est réalisé avec des moyens plus importants ainsi qu'un meilleur équipement studio. C'est un succès commercial. Leur troisième album s'intitule Pequeñas Anécdotas sobre las Instituciones (Petites anecdotes sur les institutions).
Pour diverses raisons[pas clair], le groupe se sépare en 1974, ayant enregistré un double album live. Certaines de leurs chansons comme Canción Para Mi Muerte (Chanson pour ma mort), Rasguña las Piedras (Rayer les pierres), Aprendizaje (Apprentissage) demeurent des jalons importants de l'histoire du rock argentin. Le groupe combine musique pop, musique folk et musique classique.
« Aprendí a ser formal y cortés

J'ai appris à être formel et poli
Cortándome el pelo una vez por mes,
Me coupant les cheveux une fois par mois
Y si me aplazó la formalidad
Et si la formalité me désapprouvait
Es que nunca me gustó la sociedad...
C'est parce que je n'ai jamais aimé la société...
Aprendizaje (Apprentissage), extrait de l'album Confesiones de invierno (Confessions d'hiver) »